# Hugh Dowding
Hugh Caswall Tremenheere Dowding, 1st Baron Dowding, född 24 april 1882 i Moffat, Dumfries and Galloway, död 15 februari 1970 i Tunbridge Wells, Kent, var en brittisk officer i flygvapnet Royal Air Force (RAF). Han var chef för RAF:s Fighter Command under slaget om Storbritannien 1940, under andra världskriget.

## Biografi
Under första världskriget var Dowding divisionschef i Royal Flying Corps. Han blev 1933 Air Marshal, vilket var den näst högsta graden i RAF, motsvarande generallöjtnant och 1937 Air Chief Marshal. 1936 blev han chef för det då nyskapade Fighter Command, RAF:s jaktflygkommando. I denna befattning propagerade han för utvecklingen av dels radar och dels Spitfire- och Hurricane-flygplanen, som spelade avgörande roll för den brittiska segern i slaget om Storbritannien. För sitt noggranna förberedelsearbete och sin försiktighet tillskrevs Dowding stor del av äran för segern över Luftwaffe och han tilldelades Bathordens högsta grad.
Dowding stod i tur att pensioneras 1939, men på grund av den internationella situationen ombads han att stanna i tjänst till mars 1940 och eftersom läget snarare förvärrades än förbättrades övertalades Dowding att stanna först till juli och, efter önskemål från flygstabschefen Cyril Newall, sedan också till oktober 1940. Under slaget om Storbritannien var han den äldsta bland RAF:s högsta officerare. Dowdings envishet och taggiga temperament låg honom dock i fatet och orsakade konflikter mellan honom och både underordnade inom RAF och överordnade inom flygministeriet. Jaktflygets svaga insatser vid bekämpandet av de tyska nattbombningarna ledde till att han i november 1940 flyttades från sin chefspost (han efterträddes av Sholto Douglas) och gavs ett specialuppdrag för flygproduktionsministeriets räkning i USA, men han gjorde sig snart impopulär där på grund av sitt uppträdande.
Dowding gick i pension från RAF i november 1942 och han adlades året därpå som Baron Dowding of Bentley Priory.